# Il cuore dei quattro
Il cuore dei quattro (Сердца четырёх, Serdca četyrёch) è un film del 1941 diretto da Konstantin Konstantinovič Judin.

## Trama
Gleb Zavarcev, giovane biologo dell'università di Mosca, dichiara il suo amore a Galina Sergeevna Murašova, detta Galja, laureanda in matematica (con una tesi - già stampata, che dovrà discutere di lì a poco – su "La funzione degli errori e la nozione di contingenza"), che lo rifiuta, ricordandogli che la loro condivisa passione per la scienza dovrebbe preservarli dal dare retta a una frivolezza come l'amore. La sorella minore di Galja, Aleksandra, detta Šura, a differenza di Galja, ha un carattere più libero e sognatore ed è più attratta dalle materie umanistiche – almeno in teoria, perché di fatto fallisce l'esame universitario sul romanzo borghese dell'Ottocento. Šura vorrebbe vorrebbe tramutare la sua conoscenza col tenente Pëtr Nikitič Kolčin, dell'Armata Rossa, in una storia d'amore, ma sua volta viene considerata troppo giovane dall'uomo.
Per circostanze svariate, Galja viene a conoscere Pëtr (e lo considera un rubacuori piuttosto sfacciato), e Gleb incontra Šura, ma nessuna delle due sorelle conosce il pretendente (o, rispettivamente, oggetto d'amore) dell'altra, e i due uomini non si conoscono né conoscono la sorella del proprio oggetto d'amore (o, rispettivamente, della propria pretendente).
Come di consueto, l'università organizza, in collaborazione coi militari, un campo estivo: alcuni professori dell'università ed alcuni laureandi vengono ospitati nelle dacie adiacenti l'accampamento militare, ed in cambio offrono ai soldati delle lezioni accademiche. Qui Galja conosce Pëtr, e scopre il suo sincero interesse per la matematica, mentre Šura fa la conoscenza di Gleb. Gradualmente – in seguito ad alcune circostanze - l'interesse di Galja si volge verso Pëtr, e quello di Šura verso Gleb, assieme al quale ella legge un romanzo di Stendhal. Ma i vecchi legami persistono, provocando gelosie.
La situazione precipita quando una lettera di Pëtr viene letta da tutti, e da tutti viene mal interpretata: a seguito di ciò le due nuove coppie – Pëtr e Galja da una parte, Šura e Gleb dall'altra – si ritrovano a condividere lo stesso luogo, allo stesso momento, per un appuntamento galante. C'è chi si sente tradito, prima che i malintesi si chiarifichino e si addivenga ad una riconciliazione generale.

## Distribuzione
Il film è stato girato nel 1941, ma ne è stata vietata la circolazione da parte del Comitato centrale del Partito Comunista dell'Unione Sovietica con una risoluzione datata 6 maggio 1941 (tre settimane prima dell'invasione tedesca dell'URSS), con questa motivazione: Il cuore dei quattro "dà una falsa immagine della vita del popolo sovietico, descrivendola come una sorta di passatempo spensierato e pigro." Più avanti il divieto è stato tolto, ed il film è uscito sugli schermi cinematografici sovietici il 5 gennaio 1945; in Italia è stato distribuito nel 1946.
La pellicola è stata restaurata nel 1988. In tempi recenti Il cuore dei quattro è stato programmato per il Locarno Film Festival del 2000.
Il cuore dei quattro è uscito in DVD a cura della GoldDisk (in lingua russa).

## Accoglienza
Andrej Ždanov, responsabile della politica culturale del Partito Comunista dell'Unione Sovietica, in occasione dell'interdizione del film nel 1941, si esprimeva in questi termini: "La trama della commedia – un uomo ama una donna, poi due uomini si innamorano di due sorelle, poi si scambiano i ruoli – è un tema ben conosciuto, trito e ritrito. Per di più tutte queste storie d'amore sono rappresentate su uno sfondo di ozio, di dolce far niente, sulla base del modo di vita di una località di vacanze. Gli ufficiali dell'Armata Rossa sono dipinti come dei damerini in uniforme che passano il tempo a fare la corte alle donne, rendendo loro molti servigi; in breve, nessuno fa nulla. Tutto ciò corrisponde forse alla realtà sovietica? Che cosa testimonia, invece? Un grave distacco dalla realtà."